# 1954 na ciência

## Eventos
- 23 de fevereiro - O imunologista norte-americano Jonas E. Salk apresenta a vacina para a Poliomielite.

## Nascimentos
| Data            | Nome                  | Profissão                                | Nacionalidade                                   | Observações                                | Ref         |
| --------------- | --------------------- | ---------------------------------------- | ----------------------------------------------- | ------------------------------------------ | ----------- |
| 9 de fevereiro  | Kevin Warwick         | cientista                                | Reino Unido da Grã-Bretanha e Irlanda           |                                            |             |
| 12 de fevereiro | Phil Zimmermann       | criptógrafo                              | Estados Unidos                                  |                                            |             |
| 12 de março     | Luiz Eduardo Soares   | antropólogo e cientista político         | Brasil                                          |                                            |             |
| 27 de maio      | Lawrence Krauss       | físico                                   | Estados Unidos                                  |                                            |             |
| 9 de junho      | John Hagelin          | físico                                   | Estados Unidos                                  |                                            |             |
| 18 de setembro  | Steven Pinker         | linguista e psicólogo                    | Canadá                                          |                                            |             |
| 27 de setembro  | Larry Wall            | criador da linguagem de programação Perl | Estados Unidos                                  |                                            |             |
| 10 de dezembro  | Florentin Smarandache | matemático                               | Roménia                                         |                                            |             |
| 12 de dezembro  | James Jackson         | geólogo                                  | Reino Unido da Grã-Bretanha e Irlanda           | Medalha Bigsby 1997 Medalha Wollaston 2015 | [ 1 ] [ 2 ] |
| ??              | Oren Patashnik        | cientista da computação                  | Estados Unidos                                  |                                            |             |
| ??              | Tim O'Reilly          | programador informático                  | Reino Unido da Grã-Bretanha e Irlanda (Irlanda) |                                            |             |
| ??              | João de Pina Cabral   | antropólogo e acadêmico                  | Portugal                                        |                                            |             |

## Mortes
| Data           | Nome                   | Profissão                  | Nacionalidade                         | Observações                                                              | Ref               |
| -------------- | ---------------------- | -------------------------- | ------------------------------------- | ------------------------------------------------------------------------ | ----------------- |
| 19 de janeiro  | Theodor Kaluza         | matemático e físico        | Império Alemão                        | n. 1885                                                                  |                   |
| 30 de março    | Fritz London           | físico                     | Império Alemão / Estados Unidos       | n. 1900 Medalha Lorentz 1953                                             | [ 3 ]             |
| 21 de abril    | Emil Post              | matemático                 | Império Russo (Polónia)               | n. 1897                                                                  |                   |
| 7 de junho     | Alan Turing            | matemático                 | Reino Unido da Grã-Bretanha e Irlanda | n. 1912                                                                  |                   |
| 13 de julho    | Abade Théophile Moreux | astrônomo e meteorologista | Segundo Império Francês               | n. 1867                                                                  |                   |
| 4 de outubro   | Georg Hamel            | matemático                 | Império Alemão                        | n. 1877                                                                  |                   |
| 11 de outubro  | Theodore Lyman         | físico                     | Estados Unidos                        | n. 1874                                                                  |                   |
| 1 de setembro  | Heinrich Mache         | físico                     | Império Austro-Húngaro                | n. 1876                                                                  |                   |
| 28 de novembro | Enrico Fermi           | físico                     | Itália                                | n. 1901 Nobel da Física 1938 Medalha Hughes 1942 Medalha Max Planck 1954 | [ 4 ] [ 5 ] [ 6 ] |

## Prémios

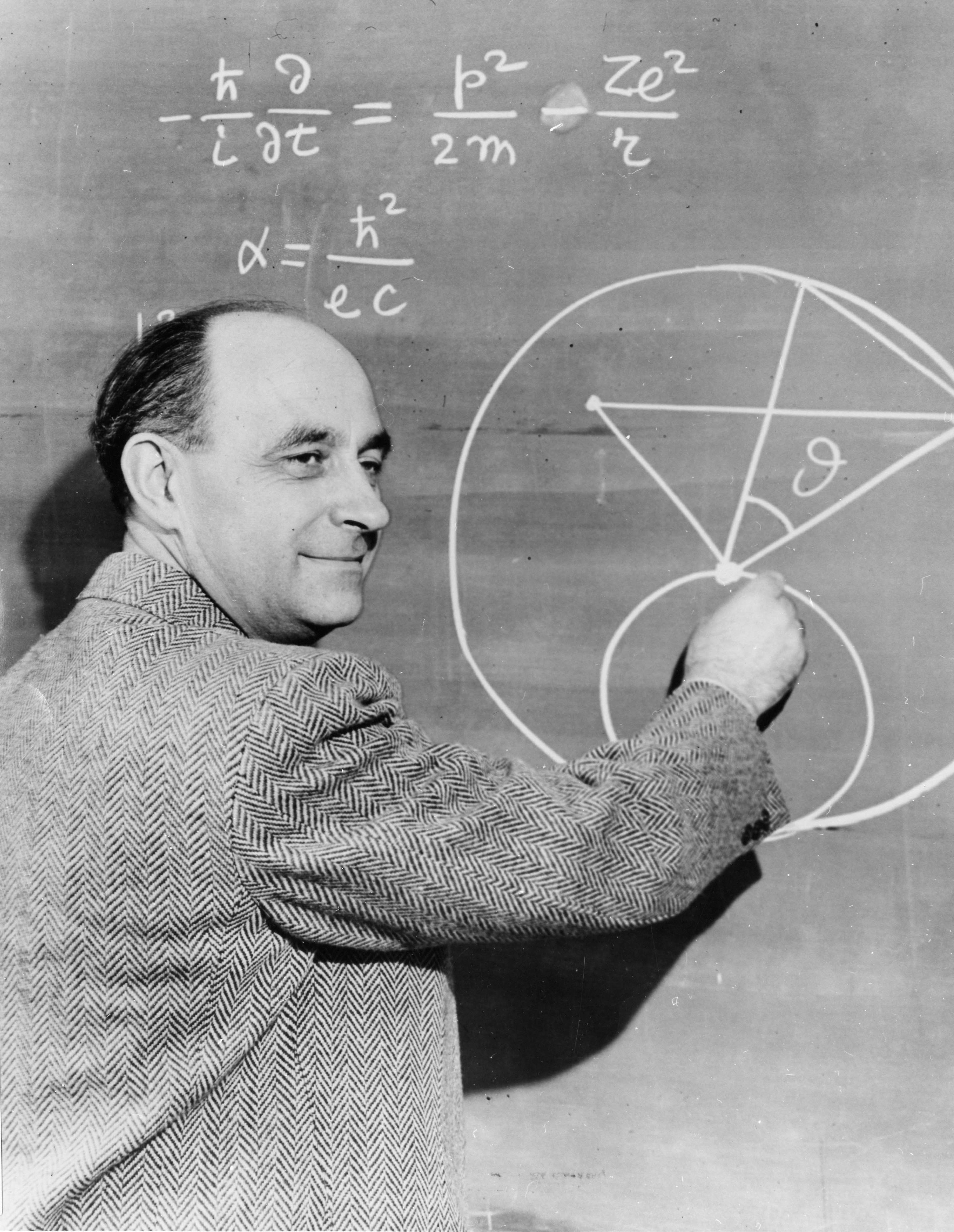
Enrico Fermi
(1901 - 1954)

### Medalha Arthur L. Day
- Marion King Hubbert[7]

### Medalha Bruce
- Bertil Lindblad[8]

### Medalha Copley
- Edmund Whittaker[9]

### Medalha Davy
- James Wilfred Cook[10]

### Medalha Fields
- Kunihiko Kodaira[11] e Jean-Pierre Serre[11]

### Medalha Guy de prata
- L.H.C. Tippett[12]

### Medalha Hughes
- Martin Ryle[5]

### Medalha de Ouro da Royal Astronomical Society
- Walter Baade[13]

### Medalha Penrose
- Arthur Francis Buddington[14]

### Medalha Real
- Bioquímica - Hans Adolf Krebs[15]
- Física - John Cockcroft[15]

### Medalha Rumford
- Cecil Reginald Burch[16]

### Prémio Antonio Feltrinelli
- Medicina
  - Italianos - Alberto Ascoli,[17] Luigi Califano,[17] Vittorio Erspamer,[17] Massimiliano Aloisi[17]
  - Internacional
    - Alfred Blalock[17] e Helen Taussig[17]
    - Harold Randall Griffith[17] e Archibald Ross McIntyre[17]

### Prémio Nobel
- Física - Max Born,[4] Walther Bothe[4]
- Química - Linus Carl Pauling[18]
- Medicina - John Franklin Enders,[19] Thomas Huckle Weller,[19] Frederick Chapman Robbins[19]